# 范思哲
是意大利的時裝公司，由詹尼·范思哲于1978年创立，他於1997年在美国迈阿密離世后，公司由他的妹妹多纳泰拉·范思哲接手。
范思哲的主要產品是Versace，生產高檔的意大利製造成衣和皮革配飾，而其他副線是Versace Collection（主要在美國），Versus Versace和Versace Jeans。范思哲的徽標是希臘神話人物美杜莎的頭像。徽標來自范思哲兄弟姐妹小時候玩耍的雷焦卡拉布里亞地區的廢墟地板。詹尼·范思哲之所以選擇美杜莎作為徽標，是因為她讓人們愛上了她，而且他們無路可退。他希望他的公司對穿过他们衣服和鞋子的人们產生相同的影響。
范思哲品牌以其創新的設計而聞名，該設計具有標誌性的浮華印花和鮮豔的色彩，但風格獨特。該公司於2018年宣布將停止在其系列中使用皮草。
2018年9月25日，美國邁可·寇斯以21.5億美元連同債務，收購范思哲。收購過程於2018年12月31日完成。2025年4月，普拉達收購范思哲。